# کرونستاد
کرونستاد (به انگلیسی: Kroonstad) شهری در فری استیت، در آفریقای جنوبی، به فاصله ۱۷۶ کیلومتری ژوهانسبورگ، با ۱۱۱ هزار نفر جمعیت (۱۹۹۱).
سومین شهر بزرگ استان است و در تقاطع خطوط راه‌آهن قرار دارد.

## تاریخچه
در ۱۸۵۵ تأسیس شد.

## اقتصاد
مرکز کشت ذرت و تولید لبنیات است.
صنایع آن عبارتند از: علوم مهندسی، مونتاژ موتور و تولید پوشاک.

## نگارخانه